# Joseph Cervi
Giuseppe Cervi, Joseph Cervi ou  don José Cervi en espagnol, est un médecin espagnol d'origine italienne, premier président perpétuel de la Real Academia Médica Matritense, premier médecin du roi d'Espagne Philippe V, membre de l'Académie royale des sciences, né à Parme le 14 octobre 1663, et mort à Madrid le 25 janvier 1748 .

## Biographie
Né dans une famille aisée, il étudie au Collège jésuite de Parme. Il s’intéresse aux idées de Descartes particulièrement pour étudier les mathématiques et la physique. Il opte cependant pour la médecine. Il se diplôme de l’université de Parme en 1685 et commence à excercer à Castell’Arquato. Après quelques années, la chaire de philosophie à Parme étant devenue vacante, le gouvernement ducal le nomme à ce poste.
Après la mort du professeur de médecine Liberati, il le remplace à cette chaire. En 1713, il est admis au Collège médical de Parme, et à la mort de Pompeo Sacco, il le remplace comme professeur de médecine.
Don José Cervi est le premier médecin de la reine d'Espagne Élisabeth Farnèse, fille du duc de Parme Édouard Farnèse, depuis le 4 janvier 1718, puis du roi d'Espagne le 1er février 1724. Il obtient le titre de Chevalier pour lui-même et ses descendants.
Depuis le 1er janvier 1720, il est nommé protomédico après la mort de don Juan de Lope. Il est président du Real Tribunal del Protomedicato jusqu'en 1746 et a continué à occuper la charge de protomédico de Catalogne jusqu'à sa mort.
Il est le premier président perpétuel de la Real Academia Médica Matritense, ou Regia Academia Medica Matritense dont les statuts sont approuvés par le roi Philippe V en 1734. L'Académie a publié la première codification en Espagne des ressources pharmacologiques sous le titre Pharmacopoeia Matritensis en 1739.
Don Joseph Cervi est élu associé étranger de l'Académie royale des sciences le 16 mars 1739.

### Biographie
- (es) Don Joseph de Ortega, Elogio historico del señor doctor D. Joseph Cervi, leìdo a la Real Academia Matritense, Madrid, 1748 (lire en ligne)
- (es) María Soledad Campos Díez, El Real Tribunal del protomedicato castellano (siglos XIV-XIX), Ediciones de la Universidad de Castilla-La Mancha (collecion Monografias), Cuenca, 1999   (ISBN 84-89958-79-3)
- (es) Luis Sánchez Granjel, Historia de la Real Academia Nacional de Medicina, Real Academia Nacional de Medicina, Madrid, 2006  (ISBN 978-84-9239016-8) (lire en ligne)